# Тімарєв Артем Сергійович
Артем Сергійович Тімарєв (31 січня 1982, Дніпро) — український політик, голова Соборної районної міста Дніпро.

## Життєпис
1999 року закінчив СШ № 23 Дніпра.
1999—2003 — навчався в Юридичній академії МВС за спеціальністю «Правознавство», кваліфікація юрист.
З 2003 року юрист-консульт, у 2005—2009 роках заступник директора приватної компанії.
З вересня 2009 року по квітень 2012 — заступник директора з фінансово-комерційної діяльності та менеджер з реклами в комунальному підприємстві «Оздоровчо-спортивний комплекс „Металл“».

### Громадська діяльність
2006—2010, 2010—2015 і з 2015 — депутат Жовтневої районної (далі Соборної) м. Дніпро, рада V, VI та VII скликання.
З грудня 2015 року — голова Соборної районної ради.
2017 року вступив до Дніпропетровського інституту держуправління Академії державного управління при Президентові України за спеціальністю «Публічне управління та адміністрування».
З листопада 2017 — очолює громадську організацію «Федерація велосипедного спорту Дніпропетровської області».
Один з ініціаторів програми цивільного захисту «Безпечний район».
2016 року Соборний район став першим районом Дніпра, що розпочав закупівлі через систему закупівель «ProZorro».

## Сім'я
- Мати — Ірина Тімарєва

## Відзнаки
- Подяка Дніпровського міського голови (2016, 2017)
- Подяка начальника 8 Державного пожежно-рятувального загону Головного управління Державної служби України з надзвичайних ситуацій у Дніпропетровській області (2017)
- Подяка начальника Головного управління Державної служби України з надзвичайних ситуацій у Дніпропетровській області (2017)
- Медаль Всеукраїнського об'єднання «КРАЇНА» «За вірність національній ідеї» (2017)[3]
- Нагрудний знак «Почесна відзнака Української секції Міжнародної Поліцейської Асоціації» (2017)
- Орден Дніпропетровської міжнаціональної спілки журналістів України «За розбудову України» (2017)[4]
- Почесні грамоти Дніпропетровської обласної ради (2016, 2018, 2019)[5][6]
- Грамота Верховної Ради України (2018)